# Schildzoom

Voorbeeld van een schildzoom in het wapen van Binnenmaas.

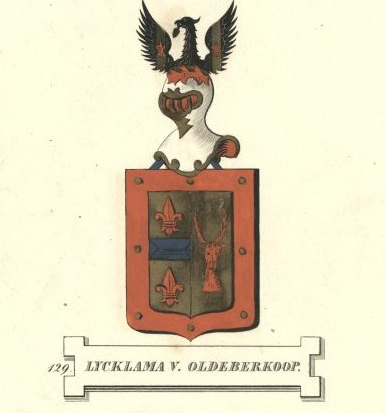
Schildzoom in het wapen van Lycklama van Oldeberkoop, omstreeks 1846

Een schildzoom, ook zoom of boordsel genoemd, is in de heraldiek een om het wapen aangebrachte rand. Deze kan gekarteld of golvend zijn en van iedere kleur, tinctuur (metaal) of vorm van vair zijn.
Bekende voorbeelden zijn:
- De gebogen schildzoom ("bordure wavy") waarmee Engelse bastaarden worden aangeduid sinds in 1780 een dergelijk wapen werd toegestaan aan John Zachary Sacheverell. Het wapen van Sacheverell had een schildzoom van goudvair.
- De Schotse heraldiek waarin een familiewapen onbestaanbaar wordt geacht en de individuele wapens alle een unieke bordure hebben. De "bordure compony", een in vakken van contrasterende kleuren verdeelde schildzoom, is de enige Schotse aanduiding van bastaardij. Er is echter één Schots geslacht, de Stewarts, die een dergelijke schildzoom in hun wapen voeren, al is er geen sprake van bastaardij.
- De rode schildzoom van de Franse hertogen van het huis Anjou.

Historische voorbeelden
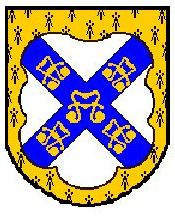
De zoom van goudvair in het wapen van de bastaard van de Sacheverells.
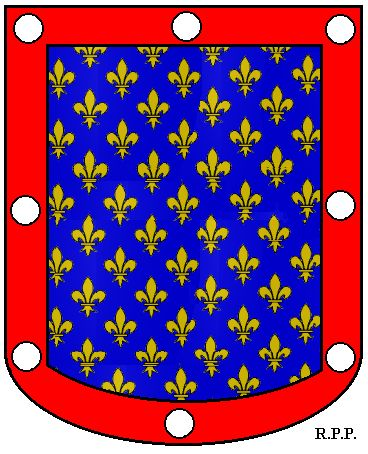
Pierre Graaf van Alencon uit het huis van de Valois gebruikte een schildzoom met zilveren koeken.
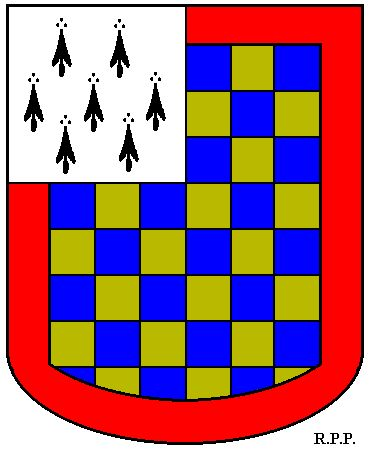
Pierre de Dreux Graaf van Bretagne plaatste het hermelijn van Bretagne als een kwartierzoom over de schildzoom en het wapen van de van Lodewijk VIe afstammende Graven van Dreux.
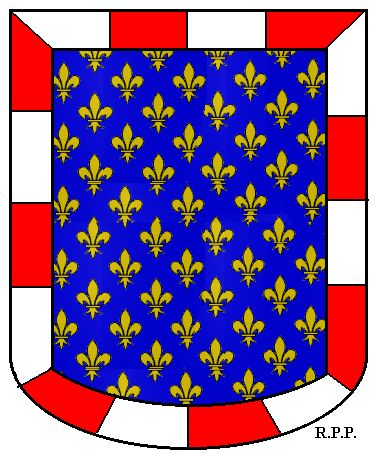
De schildzoom van oud Bourgondië werd ook door de latere Hertogen gebruikt.
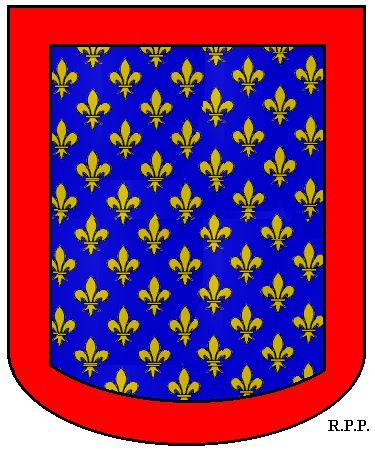
De rode schildzoom van de Hertogen van Anjou. Ook andere Franse hertogen zoals de eerste Hertogen van Bourgondië en Hertogen van Normandië hebben wel rode schildzomen gevoerd.
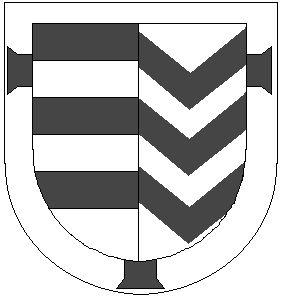
Commandeur Philippus Vaecx Plaatste het Tau-kruis van zijn orde in de schildzoom.
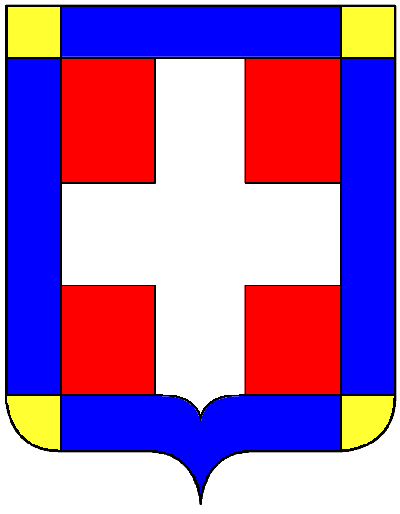
Schildzoom met vier gouden kantons in het wapen van de Prinsen van Savoie (Italiaans:"bordura accantonata d'oro")
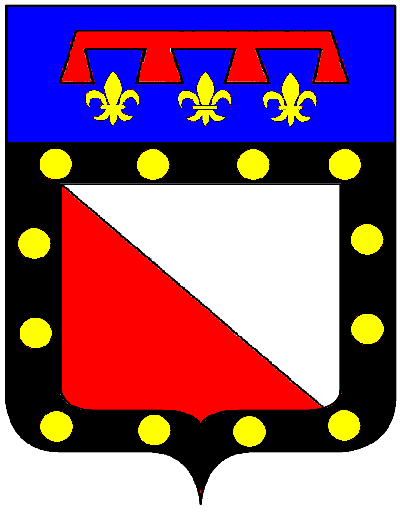
De familie Gozzadini heeft een met 12 gouden besanten bezaaide schildzoom. (Italiaans:"bordura bisantata di dodici pezzi"}
Het hertogdom Lauenburg.
Vaakuna heeft een wapen met een gekanteelde zoom.
Het wapen van de d'Albret met een gegolfde schildzoom en een heraldisch niet erg correcte ingekorte schuinbalk sinister in kleur op kleur.
Het wapen van Portugal; een brede schildzoom bezaaid met kastelen.
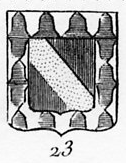
Schildzoom van tegenvair
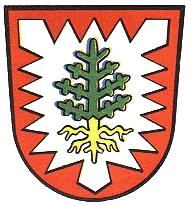
Wapen van de Duitse "kreis" Pinneberg. Dit is volgens sommigen géén schildzoom. De figuur zou zijn ontleend aan een geprepareerde huid.

Generieke voorbeelden
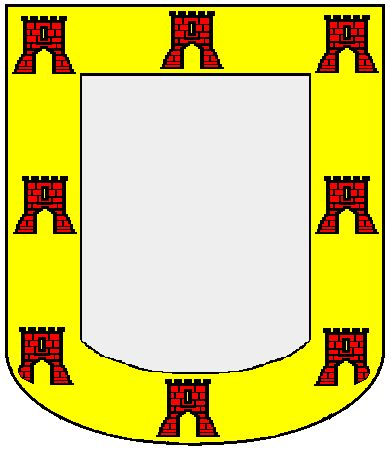
Zoom beladen met acht kastelen. Naast het wapen van Portugal komt een dergelijke zoom veel in de Iberische heraldiek voor.
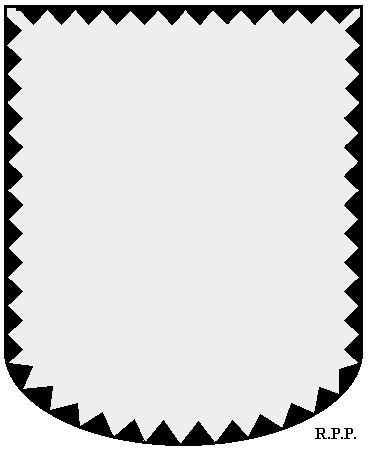
Zeer smalle getande zoom.
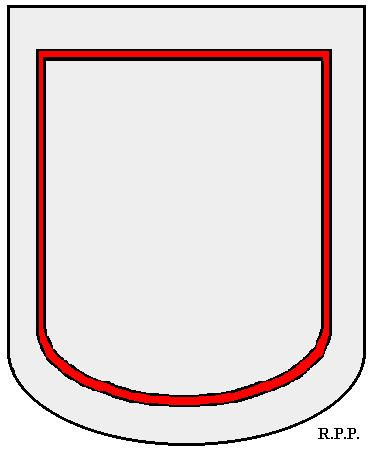
Zeer smalle binnenzoom.
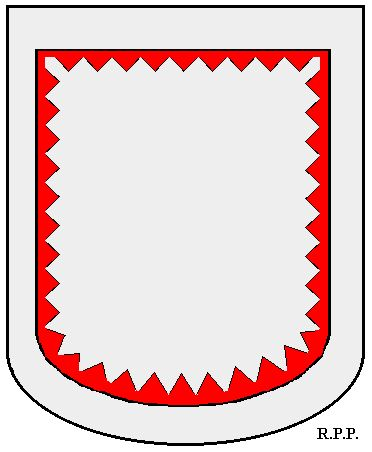
Zeer smal getande binnenzoom.
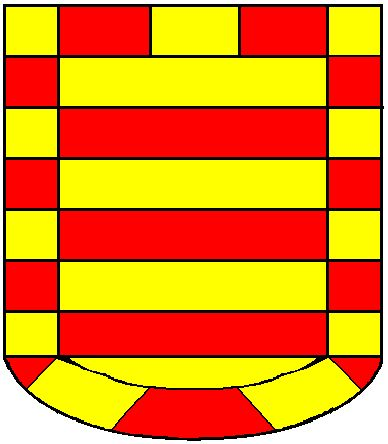
Tegengeblokte zoom.
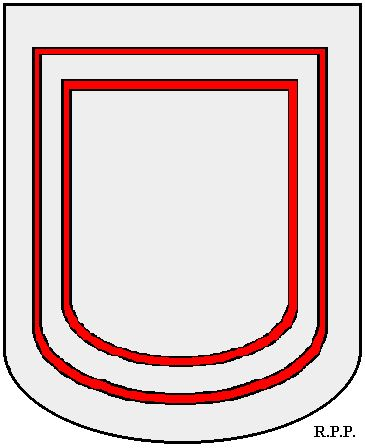
Smalle dubbele binnenzoom.
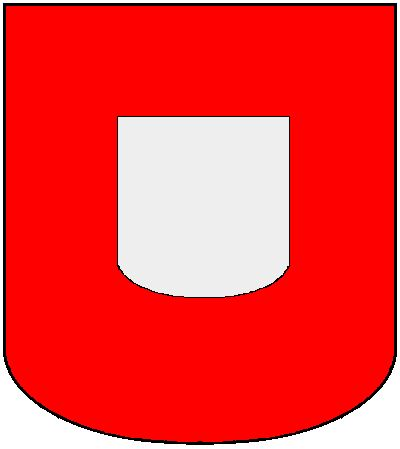
Schild in het hartpunt. De zoom is zo breed dat er, als het ware, een hartschild ontstaat
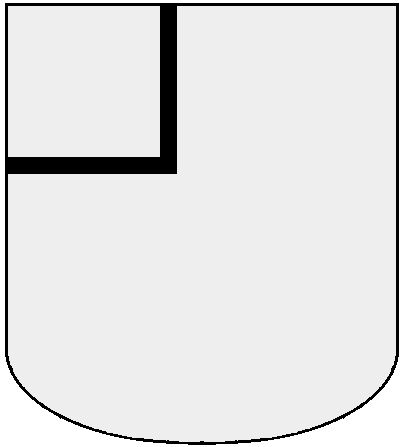
Kwartierzoom.
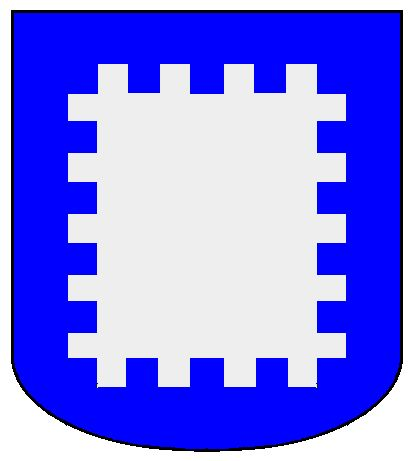
Getint of gekanteelde zoom.
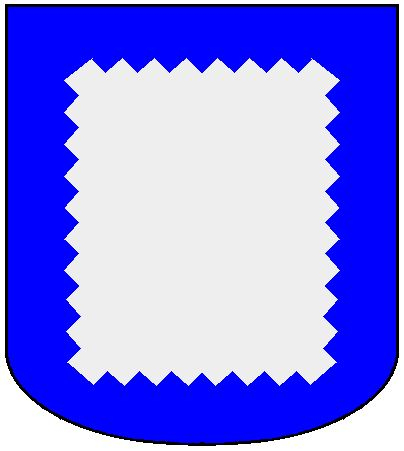
Getande zoom.
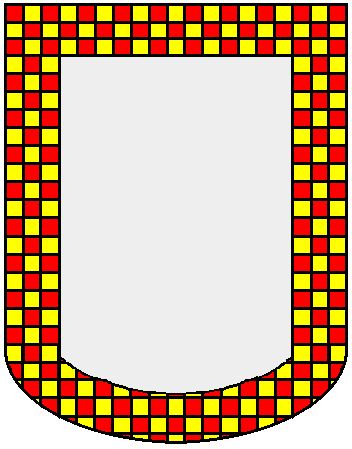
Geschakeerde zoom.
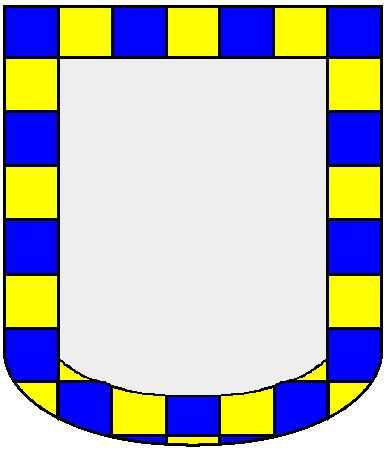
Geblokte zoom.
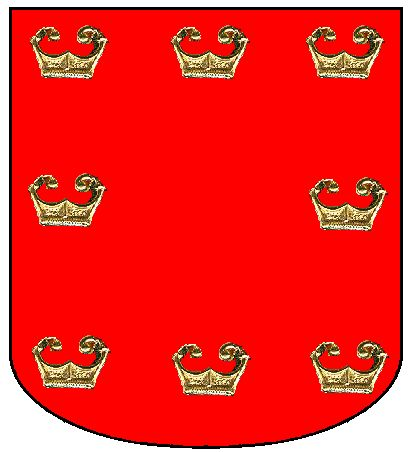
Acht vuurslagen, zoomsgewijs geplaatst.
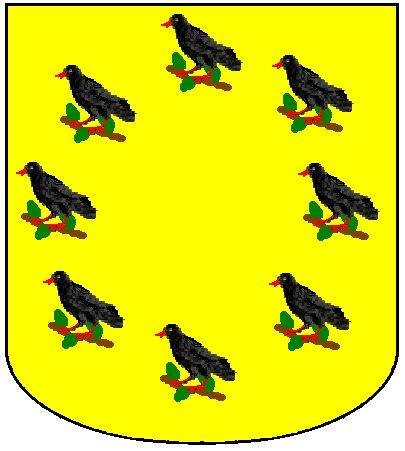
Acht merels op een tak, als een ronde zoom geplaatst.

## Vertaling
- Frans: bordure
- Engels: bordure
- Duits: Schildrand
- Spaans: bordura
- Lituaus: Bordiūras
- Pools: bordiura
- Portugees: borda

adelaar · Agnus Dei · alliantiewapen · andreaskruis · ankerkruis · armoriaal · baldakijn · barensteel · bezant · Bourgondisch kruis · brisure · cartouche · centaur · cordelière · dekkleed · dorpsvlag · dorpswapen· drieberg · dubbelkoppige adelaar · dwarsbalk · fleur de lis · fleuron · Friese adelaar · gaande leeuw · gecarteleerd · Gelderse leeuw · gepaald · gravenkroon · groot wapen · griffioen · hartschild · helmkroon · helmteken · heraldische kleur · herautstuk · hermelijn · hoed · Hollandse tuin · huismerk · Jeruzalemkruis · karbonkel · keizerskroon · keper · koek · kromstaf · kroon · krukkenkruis · kwartier · kwartileren · kwartierzoom · leeuw · markiezenkroon · merlet · molenijzer · motto · muurkroon · nassaublauw · natuurlijke kleur · Nederlandse leeuw · Nederlandse Maagd · ombrellino · ordeketen · palen · pentagram · pijlenbundel · raadselwapen · raaf · respectant · riddertoernooi · rijksbanier · rijkskleuren · rijksstandaard · rijkswapen · roos · Rudolfinische keizerskroon · Saksenros · Saladins Adelaar · scharlakenrood · schildhoofd · schildhouder · schildvoet · schildzoom · schoof · schuinbalk · schuinstreep sinister · sinister · sleutels van Petrus · socialistische heraldiek · sprekend wapen · stadskleuren · standaard · stedenmaagd · ster · tinctuur · vair · vermeerdering · vlag · vorstenhoed · vrijheidshoed · vrijkwartier · vrouwenwapen · wapen · wapenbelasting · Wapenboek Beyeren · Wapenboek Gelre · wapenbord · wapendiploma · wapendier · wapenkast · wapenkoning · wapenmantel · wapenrecht · wapenrol · wapenstier · wapentent · wassende en afnemende maan · Waterlandse zwaan · Westfriese boomwapens · wildeman · wolfsangel · wrong